# Трка на 400 метара са препонама
Трка на 400 метара са препонама је олимпијска атлетска дисциплина у којој је циљ претрчати један круг на атлетској стази (400 метара), и при томе прескочити десет препона распоређених на једнакој удаљености. Сваки тркач трчи у засебној стази. Као и код трка на 100 и 110 м, тркачи смеју додиривати и обарати препоне, али дисквалификују се ако намерно оборе препону или избаце ногу или стопало ван препоне.
Трке са препонама, које нису постојале у Старој Грчкој, воде порекло из коњичког спорта. Попут трке од 120 јарди, и трка од 440 јарди је званично представљена на атлетском сусрету између универзитета Кембриџ и Оксфорд 1864. Пошто су Французи крајем  века дужину ове трке превели у метрички систем, она је уврштена у олимпијске дисциплине у мушкој конкуренцији на Олимпијским играма у Паризу 1900. Осамдесет четири године касније, у Лос Анђелесу, и трка на 400 м са препонама за жене постала је олимпијска дисциплина.
Мушкарци прескачу препоне висине 91.4 см, док жене прескачу висину од 76.2 см.

## Дужина корака
У зависности од висине и снаге тркача, мушкарци претрчавају између препона у размацима од 13 до 15 корака између, а жене трче у размацима од 15 до 17 корака. Ово не укључује корак слетања са претходне препоне. Едвин Мозиз је био први човек који је одржао ритам од 13 корака током целе трке. У раним фазама тренинга за трку на 400 метара са препопнама, многи тренери тренирају своје спортисте да савладавају препоне са обе ноге. Ово је корисна вештина за учење јер дужина њиховог корака може да се смањи, пошто се тркач умара у каснијим фазама трке.

## Техника трчања
Што се тиче технике и издржљивости, трка на 400 метара с препонама је вероватно најзахтевнија дисциплина у продуженом спринту и тркама са препонама. Спортисти морају бити у стању да трче брзо и да одржавају брзину. Добра техника трчања с препонама и равномеран ритам корака између препона су пресудни. Штавише, тркачи на 400 метара са препонама морају поседовати анаеробну издржљивост током последњих 150 до 100 метара трке зато што се млечна киселина акумулира у телу услед анаеробне гликолизе.

## Светски рекорди
- мушкарци: 45,94 секунди: Карстен Вархолм, Норвешка, 3. август 2021. у Токију
- Развој светског рекорда на 400 метара са препонама за мушкарце
- жене: 50,37 секунди: Сидни Меклохлин-Леврон (САД), 8. август 2024. у Паризу
- Развој светског рекорда на 400 метара са препонама за жене

## Олимпијски рекорди
- мушкарци: 45,94 секунди: Карстен Вархолм, Норвешка, 3. август 2021. у Токију
- жене: 50,37 секунди: Сидни Меклохлин-Леврон (САД), 8. август 2024. у Паризу

## Рекорди светских првенстава
- мушкарци: 46,29 секунди: Алисон дос Сантос, Бразил, 19. јул 2022. у Јуџину
- жене: 50,68 секунди: Сидни Меклохлин-Леврон (САД), 22. јул 2022. у Јуџину

## Најуспешнији атлетичари

### Двоструки олимпијски победници:
- Глен Ешби Дејвис (САД): 1956. и 1960.
- Едвин Мозиз (САД): 1976. и 1984. (такође бронза 1988)
- Анџело Тејлор (САД): 2000. и 2008.

### Троструки светски првак:
- Карстен Вархолм (НОР): 2017, 2019. и 2023.

### Двоструки светски прваци:
- Едвин Мозиз (САД): 1983. и 1987.
- Феликс Санчез (ДОМ): 2001. и 2003. (освојио сребро 2007.)
- Керон Клемент (САД): 2007. и 2009.(освојио бронзу 2017.)
- Нежа Бидуан (МАР): 1997 и 2001 (освојила сребро 1999.)
- Џејна Ролинсон (АУС): 2003. (и као Џејна Питман 2007).

## Најбржи тркачи свих времена*

### Мушкарци
| Ранг | Време | Атлетичар         | Држава                      | Датум               | Место      | Референца |
| ---- | ----- | ----------------- | --------------------------- | ------------------- | ---------- | --------- |
| 1.   | 45.94 | Карстен Вархолм   | Норвешка                    | 3. август 2021.     | Токио      | [ 4 ]     |
| 2.   | 46.17 | Раи Бенџамин      | САД                         | 3. август 2021.     | Токио      | [ 4 ]     |
| 3.   | 46.29 | Алисон дос Сантос | Бразил                      | 19. јул 2022.       | Јуџин      | [ 5 ]     |
| 4.   | 46.78 | Кевин Јанг        | САД                         | 6. август 1992.     | Барселона  |           |
| 5.   | 46.98 | Абдерахман Самба  | Катар                       | 30. јун 2018.       | Париз      | [ 6 ]     |
| 6.   | 47.02 | Едвин Мозиз       | САД                         | 31. август 1983.    | Кобленц    |           |
| 7.   | 47.03 | Брајан Бронсон    | САД                         | 21. јун 1998.       | Њу Орлеанс |           |
| 8.   | 47.08 | Кајрон Мекмастер  | Британска Девичанска Острва | 3. август 2021.     | Токио      | [ 4 ]     |
| 9.   | 47.10 | Самјуел Матете    | Замбија                     | 7. август 1991.     | Цирих      |           |
| 10.  | 47.19 | Андре Филипс      | САД                         | 25. септембар 1988. | Сеул       |           |
| 11.  | 47.23 | Амаду Дијаба      | Сенегал                     | 25. септембар 1988. | Сеул       |           |
| 11.  | 47.23 | Кејлеб Дин        | САД                         | 7. јун 2024.        | Јуџин      | [ 7 ]     |
| 13.  | 47.24 | Керон Клемент     | САД                         | 26. јун 2005.       | Карсон     |           |
| 14.  | 47.25 | Феликс Санчез     | Доминиканска Република      | 29. август 2003.    | Сен Дени   |           |
| 14.  | 47.25 | Анџело Тејлор     | САД                         | 18. август 2008.    | Пекинг     |           |
| 16.  | 47.30 | Бершон Џексон     | САД                         | 9. август 2005.     | Хелсинки   |           |
| 17.  | 47.34 | Рашон Кларк       | Јамајка                     | 21. август 2023.    | Будимпешта | [ 8 ]     |
| 18.  | 47.37 | Стефан Дијагана   | Француска                   | 05. јул 1995.       | Лозана     |           |
| 19.  | 47.38 | Дени Херис        | САД                         | 10. јул 1991.       | Лозана     |           |
| 19.  | 47.38 | Тревор Бесит      | САД                         | 21. август 2023.    | Будимпешта | [ 8 ]     |
| 21.  | 47.41 | Вилфред Апио      | Француска                   | 19. јул 2022.       | Јуџин      | [ 5 ]     |
| 22.  | 47,42 | Малик Џејмс-Кинг  | Јамајка                     | 28. јун 2024.       | Кингстон   | [ 9 ]     |
| 22.  | 47,42 | Клемен Дуко       | Француска                   | 25. август 2024.    | Хожов      | [ 10 ]    |
| 24.  | 47.43 | Џејмс Картер      | САД                         | 9. август 2005.     | Хелсинки   |           |
| 25.  | 47.48 | Харалд Шмид       | Западна Немачка             | 8. септембар 1982.  | Атина      |           |

### Жене
| Ранг | Време | Атлетичарка            | Држава           | Датум               | Место      | Референца |
| ---- | ----- | ---------------------- | ---------------- | ------------------- | ---------- | --------- |
| 1.   | 50.37 | Сидни Меклохлин-Леврон | САД              | 8. август 2024.     | Сен Дени   | [ 11 ]    |
| 2.   | 50.95 | Фемке Бол              | Холандија        | 14. јул 2024.       | Шо де Фон  | [ 12 ]    |
| 3.   | 51.58 | Далила Мухамед         | САД              | 4. август 2021.     | Токио      | [ 13 ]    |
| 4.   | 51.87 | Ана Кокрел             | САД              | 8. август 2024.     | Сен Дени   | [ 11 ]    |
| 5.   | 52.29 | Џезмин Џонс            | САД              | 8. август 2024.     | Сен Дени   | [ 11 ]    |
| 6.   | 52.34 | Јулија Печонкина       | Русија           | 8. август 2003.     | Тула       |           |
| 7.   | 52.39 | Шамир Литл             | САД              | 4. јул 2021.        | Стокхолм   | [ 14 ]    |
| 8.   | 52.42 | Малани Вокер           | Јамајка          | 20. август 2009.    | Берлин     |           |
| 9.   | 52.47 | Лашинда Демуш          | САД              | 1. септембар 2011.  | Даегу      |           |
| 10.  | 52.51 | Рашел Клејтон          | Јамајка          | 28. јун 2024.       | Кингстон   | [ 9 ]     |
| 11.  | 52.61 | Ким Батен              | САД              | 11. август 1995.    | Гетеборг   |           |
| 12.  | 52.62 | Тонја Бафорд-Бејли     | САД              | 11. август 1995.    | Гетеборг   |           |
| 13.  | 52.74 | Сели Ганел             | Велика Британија | 19. август 1993.    | Штутгарт   |           |
| 14.  | 52.77 | Фани Халкиа            | Грчка            | 22. август 2004.    | Атина      |           |
| 15.  | 52.79 | Сандра Фармер-Петрик   | САД              | 19. август 1993.    | Штутгарт   |           |
| 15.  | 52.79 | Кализ Спенсер          | Јамајка          | 5. август 2011.     | Лондон     |           |
| 17.  | 52.82 | Дион Хемингс           | Јамајка          | 31. јул 1996.       | Атланта    |           |
| 18.  | 52.83 | Зузана Хејнова         | Чешка            | 15. август 2013.    | Москва     |           |
| 19.  | 52.89 | Даими Перниа           | Куба             | 25. август 1999.    | Севиља     |           |
| 20.  | 52.90 | Нежа Бидуан            | Мароко           | 25. август 1999.    | Севиља     |           |
| 21.  | 52.92 | Наталија Антјук        | Русија           | 30. јул 2010.       | Барселона  |           |
| 22.  | 52.94 | Марина Степанова       | Совјетски Савез  | 17. септембар 1986. | Ташкент    |           |
| 23.  | 52.95 | Шина Џонсон            | САД              | 11. јул 2004.       | Сакраменто |           |
| 23.  | 52.95 | Кори Картер            | САД              | 25. јун 2017.       | Сакраменто |           |
| 25.  | 52.96 | Ана Ришкова            | Украјина         | 4. јул 2021.        | Стокхолм   | [ 14 ]    |

*Ажурирано 14. новембра 2024.

## Континентални рекорди у трци на 400 метара препоне за мушкарце
(стање 14. новембар 2024)
|     | Време | Атлетичар         | Држава                      | Датум            | Место   |
| --- | ----- | ----------------- | --------------------------- | ---------------- | ------- |
| АЗР | 46.98 | Абдерахман Самба  | Катар                       | 30. јун 2018.    | Париз   |
| АФР | 47.10 | Самјуел Матете    | Замбија                     | 7. август 1991.  | Цирих   |
| ЕР  | 45.94 | Карстен Вархолм   | Норвешка                    | 3. август 2021.  | Токио   |
| САР | 46.17 | Раи Бенџамин      | САД                         | 3. август 2021.  | Токио   |
| ЈАР | 46.29 | Алисон дос Сантос | Бразил                      | 19. јул 2022.    | Јуџин   |
| ОКР | 48.28 | Роан Робинсон     | Аустралија                  | 31. јул 1996.    | Атланта |
| РС  | 48.05 | Емир Бекрић       | Србија АК Партизан, Београд | 15. август 2013. | Москва  |

## Континентални рекорди у трци на 400 метара препоне за жене
(стање 14. новембар 2024)
|     | Време | Атлетичарка            | Држава                          | Датум               | Место      |
| --- | ----- | ---------------------- | ------------------------------- | ------------------- | ---------- |
| АЗР | 53.09 | Кеми Адекоја           | Бахреин                         | 24. август 2023.    | Будимпешта |
| АФР | 52.90 | Нежа Бидуан            | Мароко                          | 25. август 1999.    | Севиља     |
| ЕР  | 50.95 | Фемке Бол              | Холандија                       | 14. јул 2024.       | Шо де Фон  |
| САР | 50.37 | Сидни Меклохлин-Леврон | САД                             | 8. август 2024.     | Сен Дени   |
| ЈАР | 53.69 | Ђана Вудруф            | Панама                          | 20. јул 2022.       | Јуџин      |
| ОКР | 53.17 | Деби Флинтоф-Кинг      | Аустралија                      | 28. септембар 1988. | Сеул       |
| РС  | 57.55 | Мила Андрић            | Србија АК Нови Београд, Београд | 26. јул 2009.       | Нови Сад   |

## Освајачи медаља са највећих такмичења
- Освајачице олимпијских медаља у атлетици — 400 метара препоне за жене
- Освајачи олимпијских медаља у атлетици — 400 метара препоне за мушкарце
- Освајачице медаља на светским првенставима — 400 метара препоне за жене
- Освајачи медаља на светским првенставима — 400 метара препоне за мушкарце